# Digital Subscriber Line
Digital Subscriber Line (DSL, engl. für Digitaler Teilnehmeranschluss) bezeichnet eine Reihe von Übertragungsstandards der Bitübertragungsschicht, bei der Daten mit hohen Übertragungsraten (bis zu 1.000 Mbit/s) über einfache Kupferleitungen wie die Teilnehmeranschlussleitung gesendet und empfangen werden können. Das ist eine wesentliche Verbesserung gegenüber Telefonmodems (bis zu 56 kbit/s) und ISDN-Verbindungen (mit zwei gebündelten Kanälen zu je 64 kbit/s).
Der Standard dient zur Kommunikation zwischen DSL-Modem und DSLAM, um in der Regel einen Breitband-Internetzugang über einen Breitband-Zugangsserver zur Verfügung zu stellen. Dabei handelt DSL die Verbindungsparameter wie Frequenz und Downstream- sowie Upstream-Übertragungsrate aus. Die tatsächliche Internet-Übertragungsrate hängt allerdings vom Breitband-Zugangsserver ab.
Die eigentliche Verbindung wird über beliebige Protokolle der höheren Schichten des OSI-Modells hergestellt. Als Sicherungsschicht ist Ethernet oder ATM, als Vermittlungsschicht IP üblich. Über diese Verbindung wird der Breitband-Zugangsserver des Providers erreicht, der einen Internetzugang über authentifizierte Verbindungen (zum Beispiel mittels PPPoE) ermöglicht. Über diese Authentifizierung mittels Präfix und/oder Suffix in der PPPoE-Benutzerkennung ist DSL-by-Call möglich.
DSL wird in der Industrie auch auf eigenen Kabeln unabhängig vom Telefon benutzt, im Folgenden wird jedoch meist von der DSL-Anbindung über Telefonleitungen gesprochen.
An der bestehenden Teilnehmeranschlussleitung muss für DSL meist nichts geändert werden, denn die für den Massenmarkt eingesetzten DSL-Verfahren nutzen auf der bereits verlegten Kupfer-Doppelader des Telefonnetzes ein Frequenzband, das oberhalb des für analoge Sprachtelefonie oder ISDN genutzten Frequenzbereiches liegt. Erst mit der vollständigen Migration von Analog- und ISDN-Anschlüssen wurde die Umstellung auf All-IP erforderlich, was für den Kunden bis auf wenige Ausnahmen bedeutet, dass das Telefon am Modem (bzw. einem SIP-Adapter) betrieben werden muss. Die Trennung von Sprache und Daten über den Splitter entfällt.

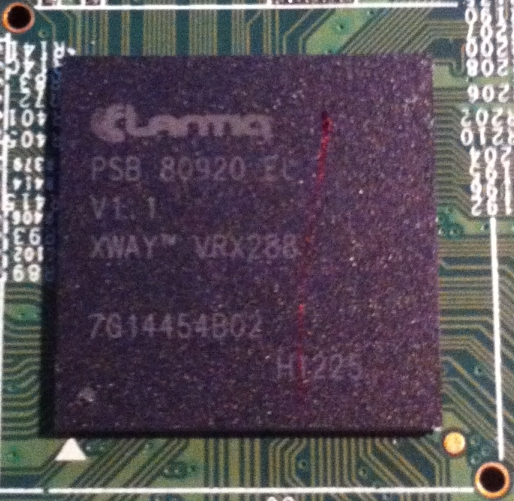
DSL SoC

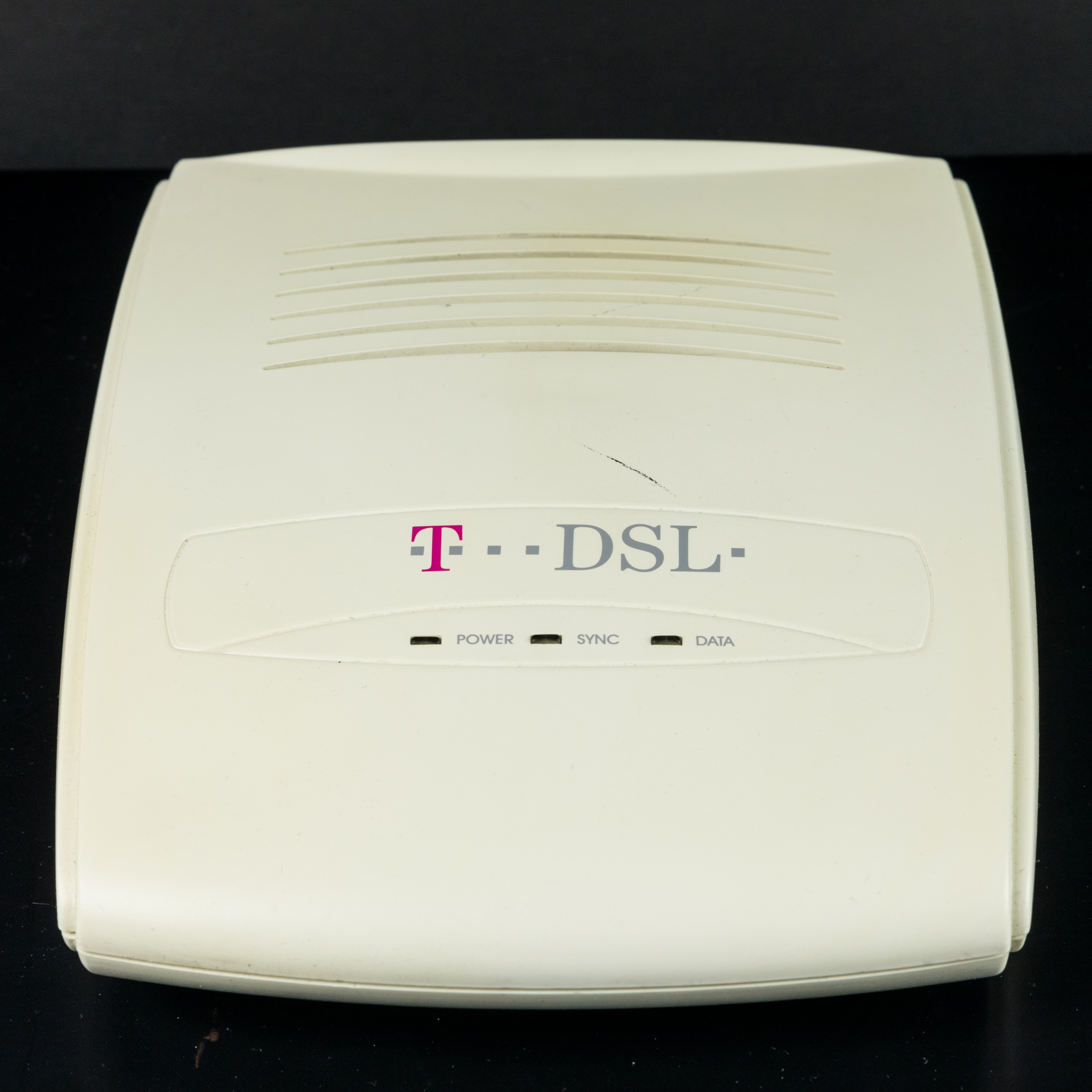
DSL-Modem (NTBBA) von 1999, Hersteller Orckit

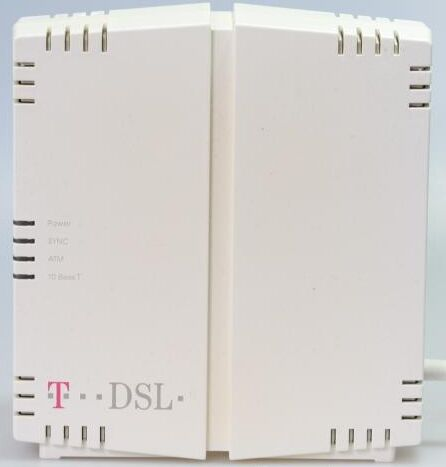
DSL-Modem (NTBBA) der zweiten Generation, Hersteller Siemens

## DSL-Grundwissen
DSL unterscheidet sich von einer Internetverbindung über einen analogen Telefonanschluss (POTS) oder ISDN dadurch, dass für die Datenübertragung ein weitaus größerer Frequenzbereich genutzt wird, was eine vielfach höhere Datenrate ermöglicht; die Reichweite des Signals ist durch dieses große Frequenzband jedoch stark eingeschränkt, so dass bereits in der Ortsvermittlungsstelle das Signal weiterverarbeitet ((de)moduliert) werden muss.
Bei den üblicherweise für die Privatkunden-Vermarktung vorgesehenen DSL-Varianten wie ADSL wird der für die Festnetztelefonie verwendete Frequenzbereich mit einem Hoch-/Tiefpass (Splitter) ausgespart, womit DSL parallel zum normalen Telefon genutzt werden kann. Fax, analoges Telefon oder ISDN stehen somit auch während des DSL-Betriebs zur Verfügung. Dadurch ergeben sich neue Anwendungen, denn der Internet-Zugang ist nun wie bei einer Standleitung stets verfügbar.
Zwischen dem DSL-Modem des Kunden und der nur wenige Kilometer entfernten Vermittlungsstelle wird das digitale DSL-Signal über die Telefonleitung zum DSL-Multiplexer DSLAM des Providers übertragen. Im Weiteren wird das Signal über eine breitbandige Glasfaseranbindung vom DSLAM zu einem Breitband-Zugangsserver als Konzentrator und von dort in den Backbone des Providers übertragen.
Durch hohe Kapazität der Backbone-Anbindung kann die Teilnehmeranschlussleitung (TAL) besser ausgenutzt werden als bei analoger oder ISDN-Datenübertragung, da die Daten nicht mehr über das herkömmliche Telefonnetz übermittelt werden müssen. Bei DSL wirken verbesserte Modulationsverfahren und die Nutzung einer größeren Bandbreite (Details unten).

## Anwendungen
Während ISDN in erster Linie für die Telefonie mit mehreren Nutzkanälen über dieselbe Amtsleitung genutzt wird, in zweiter Linie aber auch zur gleichzeitigen Telefonie bei bestehender Schmalband-Internetverbindung, ist ADSL (Asymmetrisches DSL: hohe Datenrate in Richtung Nutzer, niedrige Datenrate in Richtung Internet) die erste Technik, die Netzbetreiber für den schnellen Internetzugang von Privatkunden installiert haben.
ISDN hat somit im Privatkundenbereich einen Konkurrenten durch DSL erhalten, denn mit ADSL kann auch in Verbindung mit einem analogen Festnetzanschluss – wie bei ISDN – gleichzeitig über denselben Teilnehmeranschluss das Internet genutzt und telefoniert werden, wobei die Internetverbindung wesentlich schneller als bei einem schmalbandigen ISDN-Internetzugang ist.
SDSL (symmetrisches DSL mit gleicher DSL-Datenrate in Sende- und Empfangsrichtung; umgangssprachlich meist Upstream und Downstream) kommt hauptsächlich für Geschäftskunden zum Einsatz, die auch zum Daten-Versenden eine schnelle Verbindung benötigen, wurde aber von der QSC-Tochter Q-DSL home eine Zeit lang auch für Privatkunden vermarktet. SDSL eignet sich aufgrund seiner hohen Reichweite auch zur Versorgung von Kunden mit langen Anschlussleitungen, die mittels des in Deutschland verwendeten reichweitenschwachen ADSL-over-ISDN nicht oder nur unzureichend versorgt werden können.

### DSL als Basis für die Migration zum Next Generation Network
Seit Mitte/Ende 2006 versuchen die meisten Anbieter in Deutschland, Kunden mit sogenannten Triple-Play-Komplettanschlusspaketen stärker an sich zu binden. Dabei wird die Teilnehmeranschlussleitung zur Übertragung von drei Diensten genutzt, typischerweise Telefonie (häufig mittels DSL-Telefonie über entbündeltes DSL), Internet-Zugang und Video/Fernsehen (siehe auch VDSL, ADSL2+ und Bitstromzugang). Dem – bei voller Ausnutzung aller Dienste – günstigen Preis steht gegebenenfalls mangelnde Flexibilität gegenüber, speziell wenn einzeln verfügbare Angebote dadurch vom Markt gedrängt werden.
Die klassischen Festnetzanbieter migrieren zunehmend ihre leitungsvermittelten Dienste hin auf eine Next-Generation-Network-Plattform, wobei der Netzanschluss von einem Festnetzanschluss mit gebündeltem DSL-Anschluss zu einem kostengünstiger realisierbaren entbündelten Datenanschluss umgewandelt wird, womit die örtliche Vermittlungstechnik abgebaut werden kann und deren Standorte zu reinen DSLAM-Standorten umfunktioniert werden.

## Geschichte
Ursprünglich wurde unter dem Begriff Digital Subscriber Line die Übertragungstechnik für den Basisanschluss von ISDN verstanden.
Ende der 1980er und Anfang der 1990er Jahre wurden digitale Signalprozessoren mit sehr hoher Rechenleistung verfügbar, welche neue – heute als DSL bekannte – Verfahren ermöglichten. Diese Technik war damals noch sehr teuer.

Struktur des vorhandenen Kupferkabelnetzes

Das erste DSL-Verfahren, das mit diesen Bausteinen entwickelt wurde, war HDSL. Normungsorganisationen in Amerika (ANSI) und Europa (ETSI) begannen damals sofort damit, diese Technik zu standardisieren, um sie in großem Maßstab für Standleitungen einzusetzen. Es gab wichtige Randbedingungen: Die bereits für Telefonie verlegten Kupfer-Doppeladern sollten verwendet werden, in den USA sollte eine Bitrate von 1,544 Mbit/s (T1), in Europa 2,048 Mbit/s (E1) erreicht werden, eine Reichweite von 3 km bis 4 km sollte erzielt werden. Die Standardisierung war in den USA im Februar 1994 abgeschlossen (ANSI TR-28), in Europa im Februar 1995 (ETSI ETR 152). HDSL wurde 2007 weitgehend von SDSL abgelöst, das nur ein Adernpaar (eine Doppelader) benötigt und weniger Strom verbraucht, aber nicht an die Reichweite von HDSL (mit Signalregeneratoren) heranreicht.
In den 1990er Jahren wurden weitere DSL-Verfahren entwickelt, so etwa ADSL. Gleichzeitig stieg die Internet-Nutzung stark an. Der Ausbau der Netze konnte kaum den wachsenden Bedarf an Datenrate decken. Deshalb sollten die Netze im Hintergrund (Backbones) ausgebaut und so den Endnutzern höhere Übertragungsgeschwindigkeiten geboten werden. ADSL wurde als Technik für schnelleres Internet ausgewählt. Weltweit wurde ADSL von vielen Netzbetreibern im Telefonnetz zugelassen.
In Deutschland wurde die Bezeichnung DSL zunächst als Synonym für einen breitbandigen Internetzugang über ADSL bekannt, so dass inzwischen auch andere breitbandige Internetzugänge (zum Beispiel über das Kabelfernsehnetz oder Satellit) als „DSL“ vermarktet werden. In Österreich und der Schweiz gibt es dagegen klare Abgrenzungen; so wird in diesen Ländern der Begriff ADSL verwendet und gilt nicht als Synonym für andere breitbandige Internetdienste. Die DSL-Techniken wurden jedoch auch für andere Anwendungen als den Internetzugang konzipiert. Ursprünglich verwendet für Standleitungen, die keine hohe Stückzahl haben, waren Internetzugänge die erste Massenanwendung. Besonders Video-Anwendungen sollen künftig über fortgeschrittene DSL-Techniken mit hoher Datenübertragungsrate neue Märkte erschließen.
Seit Ende 2005 ist ADSL2+ auf dem Markt. Bei diesem Standard werden derzeit bis zu 24 Mbit/s angeboten. In Japan wird eine weitere, bisher nicht genormte Variante von ADSL2+ eingesetzt, die das Empfangsspektrum auf 3,7 MHz erweitert und Datenraten bis zu 50 Mbit/s ermöglicht.
Seit Ende 2006 wird auf verschiedenen Märkten (etwa Schweiz, Deutschland) VDSL/VDSL2 angeboten, mit dem Datenraten von bis zu 100 Mbit/s realisiert werden können. Um alle Teilnehmer mit hohen Datenraten versorgen zu können, wird dazu zunächst in den großen Ballungsräumen ein hybrides Zugangsnetz aufgebaut, wobei die Glasfaser-Anbindung vom Hauptverteiler- zum Kabelverzweiger-Standort in Kundennähe vorgelagert wird (FTTN).

## Verbreitung

### Deutschland 2023
Die Anzahl der vertraglich gebuchten DSL-Anschlüsse ist bis 2021 auf 25,4 Millionen gestiegen und belief sich Ende 2023 auf 24,5 Millionen. Davon entfielen rund 14,0 Millionen Anschlüsse auf direkte Endkunden der Deutschen Telekom und rund 10,5 Millionen Anschlüsse auf Wettbewerbsunternehmen. 
Ende 2017 waren von den damals aktiven 24,7 Millionen DSL-Anschlüssen 40 Prozent (9,9 Millionen) mit VDSL-Technik ausgerüstet, im Jahr 2023 nutzten 83 Prozent der aktiven DSL-Anschlüsse (20,4 Millionen) die VDSL-Technik. Von diesen entfielen 11,9 Millionen auf direkte Kunden der Deutschen Telekom, 8,5 Millionen Anschlüsse wurden von Wettbewerbsunternehmen vermarktet.
Auf alle anderen Breitband-Anschlussarten entfielen Stand Ende 2023 insgesamt etwa 13,9 Millionen Anschlüsse. Davon entfielen rund 8,6 Millionen auf HFC-Netze, rund 4,3 Millionen auf Glasfaserleitungen, die bis in das Haus oder in die Wohnung der Endnutzer reichen (FttB/FttH) und rund 0,9 Millionen auf stationäre drahtlose Breitbanddienste. 

### Deutschland im Vergleich der EU und der wichtigsten Industriestaaten (OECD) 2011
Gemessen an der absoluten Zahl der Breitbandzugänge liegt Deutschland weit vor Frankreich an der Spitze der europäischen Staaten. Bezogen auf die Anzahl der DSL-Anschlüsse pro Einwohner erreicht Deutschland im Vergleich der 30 OECD-Staaten Ende 2011 Platz 9 (287 DSL-Anschlüsse je 1000 Einwohner). Da in Deutschland alternative Breitband-Zugänge wie Kabel-Internet einen steigenden Marktanteil bekommen, erreicht Deutschland im technologieneutralen OECD-Ranking der Breitband-Zugänge pro Einwohner damit lediglich Platz 27.
Auch in der Schweiz (Platz 1 des OECD-Breitband-Rankings) und in Österreich (Platz 18) ist DSL der am häufigsten genutzte Breitbandzugang. In beiden Ländern nimmt aber auch der Breitbandzugang per Kabel-Internet eine starke Position am Markt ein, so dass jeweils etwa zwei Drittel der Zugänge auf DSL entfallen.

### Welt 2011
Weltweit gibt es im Dezember 2011 mehr als 264 Millionen DSL-Anschlüsse. Die größten Anteile verteilen sich wie folgt: China 96 Mio., USA 56 Mio., Japan 22 Mio., Deutschland 22 Mio., Frankreich 14 Mio., UK 13 Mio. Am globalen Breitbandmarkt hält DSL einen Marktanteil von knapp 61 Prozent.

## Verfügbarkeit
Nicht jede Telefonleitung ist DSL-fähig. Ob DSL an einem Standort verfügbar ist, bestimmen:
- DSL-fähiger Ausbau der örtlichen Vermittlungsstelle mit ausreichend vielen Ports.
- durchgängige Kupfer-Teilnehmeranschlussleitungen zwischen Standort und Vermittlungsstelle. Der Teilnehmeranschluss darf nicht über Multiplexer (AslMx, PCMxA, PCM5D) geschaltet sein. Pupinspulen müssen überbrückt oder entfernt werden.
- Länge der Leitung zwischen Teilnehmer und Vermittlungsstelle (genauer: geringe Dämpfung, siehe unten)
- Durchmesser der Leitung, die durchaus aus mehreren Leitungsabschnitten mit unterschiedlichen Durchmessern bestehen kann (größerer Durchmesser: geringere Dämpfung)
- die Anzahl von DSL-Teilnehmern im selben Anschlussgebiet, mit deren Zunahme sich die Interferenzen zwischen den einzelnen DSL-Verbindungen intensivieren. Durch das sog. NEXT- und FEXT-Nebensprechen (Near End Crosstalk und Far End Crosstalk) in den Verteilerkabeln bleibt die DSL-Bereitstellung auf ca. 60 % der Leitungen begrenzt.[6]
- leitungsübergreifende Optimierung des Signal-Übersprechverhaltens in Form der DSM-Technik kann die DSL-Verfügbarkeit jedoch deutlich darüber hinaus erhöhen.[7]

Da weder europaweit noch in Deutschland DSL und drahtgebundene Alternativen flächendeckend verfügbar sind, steigt das Interesse an alternativen Zugangsarten, zum Beispiel Internetzugang über Satellit, per Wi-Fi oder mittels Mobilfunk-Paketdatendiensten (HSDPA, UMTS, EDGE, LTE).
Dazu haben sich Hybrid-Access-Lösungen etabliert, die DSL mit einer alternativen Zugangstechnik zu einem gemeinsamen Zugang kombinieren. So nutzen mehr als 500.000 Haushalte solche Anschlüsse als Kombination von DSL und LTE bzw. DSL und 5G, um vor allem die Breitbandversorgung im ländlichen Raum zu verbessern.

### Deutschland
Laut der Deutschen Telekom können inzwischen rund 93 Prozent der Teilnehmeranschlüsse mit Telekom-DSL versorgt werden. Diese Angaben der Deutschen Telekom zum Erschließungsgrad stoßen regelmäßig auf Kritik, denn die hohe Zahl wird erreicht, weil alle Anschlüsse in den Anschlussbereichen der mit DSLAMs ausgebauten Teilnehmervermittlungsstellen als versorgt gelten. Unberücksichtigt bleiben dabei jedoch die Anschlüsse in den ausgebauten Anschlussbereichen, die wegen ungeeigneter Anschlussleitungen (Dämpfung, Crosstalk, Multiplexer, Glasfaser) kein Telekom-DSL erhalten können.
Der Breitbandatlas des Bundeswirtschaftsministeriums wurde 2010 durch den TÜV Rheinland vollkommen neu konzipiert. Einen deutschlandweiten sog. Schmalbandatlas der den Bedarf abbildet, hat die Interessengemeinschaft kein-dsl.de im April 2008 vorgestellt. Durch Eintrag des Breitbandbedarfs und des Bandbreitenwunsches von DSL- und Breitbandinteressenten soll der bedarfsgerechte Ausbau unterstützt werden. Detaillierte Angaben der Telekom-DSL-Verfügbarkeit für eine größere Zahl insbesondere kleiner und mittlerer Ortsnetze basierend auf dem Zugangsnetz und der individuellen Leitungsführung der Telekom gibt es auf den Seiten einer Breitbandinitiative.
Vielerorts wird der Glasfaserausbau zugunsten der Vectoring-Technik breitflächig von der Deutschen Telekom mit Vectoring-Technik „strategisch überbaut“. Gemeinden und Landkreise, die Förderanträge für den Ausbau von Glasfasertechnologien einreichen, werden damit ausgebremst, das Technikportal Golem spricht in diesem Zusammenhang von „Sabotage“ des Glasfaserausbaus.
Bis Ende 2020 hat die Telekom die Telefonie vollständig auf All-IP migriert, ein Splitter zur Trennung von Sprache und Daten ist somit nicht mehr nötig. Außer bei reinen Sprachtarifen ist dafür jedoch die Verwendung eines Routers obligatorisch. Kunden von ISDN- oder Analoganschlüssen können mit dem Wechsel zu alternativen Anbietern die Umstellung auf All-IP lediglich verzögern, aber nicht verhindern.

#### Situation im Osten Deutschlands
Der nach der Wende großflächige Ausbau des östlichen Teils Deutschlands mit passiver Glasfaser (OPAL) beeinträchtigt die Installation von DSL. In einigen Ballungsräumen wie Berlin (zum Beispiel Berlin-Pankow), Leipzig, Magdeburg und anderen werden inzwischen Outdoor-DSLAMs zur Versorgung installiert, andernorts werden parallel neue Kupferleitungen gelegt.

#### Situation im ländlichen Raum
Zum Jahreswechsel 2006/2007 waren in Deutschland etwa 59 % der ländlichen Anschlussbereiche mit einer Bevölkerungsdichte von weniger als 100 Einw./km² mit DSLAMs erschlossen, womit Deutschland EU-weit auf Platz 15 lag.
Außerhalb der Kernstädte, besonders aber im ländlichen Raum, gibt es zudem einen hohen Anteil langer Anschlussleitungen, weshalb die in Deutschland exklusiv verwendete reichweitenschwache ADSL-over-ISDN-Schaltung sowohl eine qualitativ (höhere Datenraten) als auch quantitativ (Bereitstellung an mehr Anschlüssen) bessere DSL-Versorgung der Teilnehmer außerhalb der Ballungsräume behindert. Technologien für eine kostengünstige großflächige und rasche Beseitigung der dadurch verursachten DSL-Versorgungslücken stünden mit ADSL-over-POTS/RE-ADSL2 und SDSL-Techniken zur Verfügung – auch im Zuge der Umstellung auf NGN-Anschlüsse.
Die Deutsche Telekom, in diesen Regionen meist einziger Breitband-Anbieter, setzt zudem in diesen Gebieten bei längeren Anschlussleitungen ausschließlich die veraltete fixe Ratenschaltung ein, wodurch für mehrere Millionen Haushalte nur Anschlüsse mit Datenraten von weniger als 1 Mbit/s erhältlich sind, die den heutigen Anforderungen an einen Breitbandzugang nicht genügen.
Zur Versorgung der Reichweitenopfer setzte die Deutsche Telekom in den letzten Jahren auf eine graduelle Ausweitung der Reichweite ihrer schmalbandigen ADSL-over-ISDN-Variante mit fixen Datenraten von 384 kbit/s im Downstream und 64 kbit/s im Upstream (sog. DSL Light oder Dorf-DSL); zum anderen werden auch hier Outdoor-DSLAMs eingesetzt, die zwar höhere Geschwindigkeiten ermöglichen, aber aufgrund der hohen Investitionskosten nur installiert werden, wenn mehrere hundert Teilnehmer erschlossen werden können und der Backhaul (die zentrale Anbindung) kostengünstig realisierbar ist. Getestet wurden 2007 von der Deutschen Telekom sogenannte ADSL-Extender. Dabei handelt es sich um mittels G.SHDSL an die Vermittlungsstellen angebundene Micro-DSLAMs, die bis zu acht Haushalte mit ADSL versorgen können. Ihr Einsatz bleibt vorerst jedoch auf das ungarische TAL-Netz der Deutschen Telekom beschränkt.
Seit 2006 gibt es in Deutschland staatliche Förderung für den Ausbau von Breitbandinfrastrukturen. Als erstes Bundesland hat Schleswig-Holstein eine Breitbandrichtlinie verabschiedet und stellt im Rahmen des Schleswig-Holstein Fonds 3 Millionen Euro zwischen 2006 und 2009 bereit. Eine gemeinsame Förderung durch den Bund und die Bundesländer steht bevor. Das Bundeswirtschaftsministerium hat im Juli 2007 eine Handreichung zum europarechtskonformen Fördermitteleinsatz zur Verfügung gestellt, um Gemeinden den Zugang zu Finanzmitteln für die Unterstützung von Infrastrukturmaßnahmen zu erleichtern. Fördergelder, die ab 2008 gezielt in die Entwicklung einer Breitbandinfrastruktur gesteckt werden können, sollen auch vom Bundesministerium für Ernährung, Landwirtschaft und Verbraucherschutz und den Bundesländern zur Verfügung gestellt werden. Derzeit befindet sich das Vorhaben hinsichtlich der Länder-Kofinanzierung in der Diskussion; die bisher genannten Fördersummen stoßen als zu gering auf Kritik. Angesichts der umstrittenen Forderung der Deutschen Telekom, sich den Ausbau durch Kommunen bezuschussen zu lassen, können diese Finanzmittel einen Ausbau unterstützen. Auch Telekomwettbewerber werden in solchen Regionen eher aktiv, wenn Unterstützungsleistungen beim Ausbau zur Verfügung stehen (beispielhaft wilhelm.tel in Alveslohe).

### Österreich
In Österreich konnten laut Unternehmensangaben im April 2010 97 % der Haushalte von Telekom Austria mit DSL versorgt werden.

### Schweiz
Weltweit einmalig ist in der Schweiz eine Breitbandverbindung mit 600 kbit/s Downstream und 100 kbit/s Upstream ab 2008 als Service public für alle Bürger festgelegt. Seit dem 1. März 2012 wurde die Mindestbandbreite auf 1 Mbit/s erhöht, seit dem 1. Januar 2020 beträgt sie 10 Mbit/s (down) bzw. 1 Mbit/s (up) Den Auftrag für die Grundversorgung hat der Schweizer Universaldienst-Konzessionär im Telekommunikationsbereich Swisscom (Schweiz) AG erhalten, der bereits Ende 2003 98 Prozent der Schweizer Bevölkerung mit DSL versorgen konnte. Bei den restlichen zwei Prozent will Swisscom zur Implementierung des Breitbandzugangs neben einem weiteren DSL-Ausbau und Mobilfunk auch auf einen Internetzugang über Satellit zurückgreifen.

## Kosten
Der Begriff DSL-Tarif hat sich zunehmend für die Kosten von DSL-Angeboten der Internet Service Provider (ISP) eingebürgert, da die Provider mehr und mehr dazu übergegangen sind, ihre Produkte als Komplettangebote (auch DSL-Pakete) anzubieten. Genau betrachtet bezeichnet der Tarif jedoch die möglichen Formen DSL-Zeittarif, DSL-Volumentarif und DSL-Flatrate. Die DSL-Flatrate etabliert sich wegen ihrer uneingeschränkten Nutzungsmöglichkeit und des mittlerweile stark gefallenen Festpreises immer mehr als Standard.
Die Kosten für den DSL-Anschluss sind strenggenommen bei einem DSL-Tarif noch nicht berücksichtigt. Die Kosten für die Teilnehmeranschlussleitung sind bei DSL-Angeboten, die einen herkömmlichen leitungsvermittelten Festnetzanschluss als Voraussetzung haben, in die Telefonanschlussgrundgebühr eingepreist, bei reinen Datenanschlüssen dagegen in den Preis für den DSL-Anschluss.
Zunehmend werden Komplettangebote bestehend aus Telefonanschluss, DSL-Anschluss und Flatrates sowohl für Festnetz-Telefonie und den DSL-Zugang angeboten.

### Einkaufskosten der Provider
Welches Tarifmodell ein Provider anbietet, hängt wesentlich davon ab, zu welchen Konditionen er Vorprodukte einkaufen bzw. selbst anbieten kann.
Die Deutsche Telekom als etablierter Betreiber der deutschen Teilnehmeranschlussleitungen ist verpflichtet, diese Leitungen auch anderen Anbietern per Entbündelung zugänglich zu machen. Das erfolgt zurzeit entweder mittels Kollokation und Miete der kompletten oder teilweisen (Line-Sharing) Anschlussleitung oder aber mit dem Angebotsbündel aus Telekom-DSL- oder T-DSL-Resale-Anschluss sowie wahlweise T-DSL-ZISP, ISP-Gate, T-OC-DSL zur Anbindung an das Netz des Anbieters, das sukzessive durch den Bitstromzugang ersetzt wird.
In allen Preismodellen der DSL-Anbieter sind folgende Komponenten auf die eine oder andere Art eingepreist:

### DSL-Anschluss/DSL-Leitung
Etwa entsprechend einem Telefonanschluss muss eine monatliche Pauschale für die Leitung vom Kunden über den DSLAM in der Vermittlungsstelle bis zum Breitband-PoP gezahlt werden. Je nach Angebot ist diese Leitungsmiete in das DSL-Angebot eingepreist oder muss separat beauftragt und bezahlt werden. Der Preis, den Kunden (Telekom-DSL-Anschlussgrundgebühr) oder die Anbieter (entweder Anschlussleitungsmiete, Line-Sharing-Miete oder T-DSL-Resale- bzw. Bitstromzugangs-Anschlussmiete) dafür an die Telekom zahlen müssen, unterliegt in Deutschland weitgehend der Regulierung durch die Bundesnetzagentur.
Bei bestimmten Bandbreiten bieten manche Provider die sogenannte Fast-Path-Option an. Diese Option verringert die Latenz auf Kosten der Fehlerkorrektur um einen merklichen Anteil.

### DSL-Zugang
Als DSL-Zugang (oder auch DSL-Tarif im engeren Sinn) wird in der Regel die Bereitstellung von Infrastruktur auf Anbieterseite (Backbone ab Breitband-PoP etc.) sowie der benötigten Ressourcen (IP-Adressen, Datenvolumen, Support etc.) bezeichnet. Der Anbieter eines DSL-Zugangs muss nicht gleichzeitig Anbieter des DSL-Anschlusses sein.

### Endgeräte auf Kundenseite
DSL-Modem und eventuell ein Router werden bei einigen Anbietern ohne Aufpreis zur Verfügung gestellt (v. a. bei SDSL-Leitungen), bei anderen Anbietern muss der Kunde diese Geräte selbst bereitstellen.

## DSL-Varianten
Es gibt verschiedene Arten von DSL-Techniken, die unter der Bezeichnung „DSL“ oder „xDSL“ (x als Platzhalter für das spezifische Verfahren) zusammengefasst werden:
- ADSL – Asymmetric Digital Subscriber Line, eine asymmetrische Datenübertragungstechnik, zum Beispiel mit Datenübertragungsraten von 8 Mbit/s zum Teilnehmer (Downstream) und 1 Mbit/s in der Gegenrichtung (Upstream);
- ADSL2+ – Eine erweiterte Form von ADSL mit Datenübertragungsraten von bis zu 25 Mbit/s zum Teilnehmer (Downstream) und bis zu 3,5 Mbit/s in der Gegenrichtung (Upstream), die Geschwindigkeit wird dynamisch ausgehandelt;
- VDSL bzw. VDSL2 – Very High Data Rate Digital Subscriber Line, eine asymmetrische Datenübertragungstechnik, die theoretisch Datenübertragungsraten von bis zu 50 bzw. 300 Mbit/s im Downstream und 10 bzw. 50 Mbit/s im Upstream ermöglicht.
- HDSL – High Data Rate Digital Subscriber Line, eine symmetrische Datenübertragungstechnik mit Datenübertragungsraten zwischen 1,54 und 2,04 Mbit/s;
- SDSL (G.SHDSL) – Symmetrical Digital Subscriber Line, eine symmetrische Datenübertragungstechnik mit Datenübertragungsraten von bis zu 3 Mbit/s symmetrisch, das heißt sowohl in Empfangs- wie in Senderichtung; bei vieradriger Anschaltung (zwei Kupfer-Doppeladern) können maximal 4 Mbit/s übertragen werden. Alternativ kann auch die Reichweite auf Kosten der Datenrate erhöht werden.
- UADSL – Universal Asymmetric Digital Subscriber Line
- G.fast – Fast access to subscriber terminals

### Andere als „DSL“ bezeichnete Verfahren
- ISDN Digital Subscriber Line verwendet vorhandene ISDN-Technik und ermöglicht Datenraten bis zu 160 kbit/s
- cableDSL – Markenname der TELES AG für einen speziellen Internetzugang über Kabelanschluss
- skyDSL – Markenname der TELES AG für einen europaweit flächendeckend verfügbaren Internetzugang über Satellit mit bis zu 24 Mbit/s im Downstream
- T-DSL via Satellit – Markenname der Deutschen Telekom für einen Internetzugang über Satellit. Der Zugang über den Satelliten ermöglichte ursprünglich bei den genannten Produkten lediglich den Empfang von Daten, zum Senden wurde ein herkömmliches Modem oder eine ISDN-Verbindung verwendet. Durch den Einsatz von iLNBs wird inzwischen keine zusätzliche Verbindung mehr benötigt.
- Wireless Digital Subscriber Line (WDSL) verwendet Funk-Technik und ermöglicht Datenraten bis zu 10 Mbit/s. Es wird unter diesen Namen von der Firma FPS InformationsSysteme GmbH genutzt.
- mvoxDSL – Markenname für ein Internet via Funk – Angebot der Firma mvox AG
- FlyingDSL – Markenname für ein Internet via Funk – Angebot der Firma Televersa online
- PortableDSL – Markenname für Internet via Funk – Angebot der Firmen isomedia und Airdata
- AvioDSL – Markenname für Internet via Funk – Angebot der Firma overturn technologies GmbH
- smart-DSL – Markenname für Internet via Funk – Angebot der Firma smartup solutions GmbH
- Deg.net-WDSL – Markenname für Internet via Funk im BFWA Band (5,8 GHz) – Angebot der Firma Deg.net
- intersaar WDSL – Markenname für Internet via Richtfunk – Angebot der Firma intersaar GmbH

## Begrenzte Reichweite
Es gibt einige Faktoren, die die Reichweite beziehungsweise Datenübertragungsrate der Kupferleitung beeinträchtigen. Vor allem sind Leitungslänge und Durchmesser der Kupferadern entscheidend. Die in Deutschland verlegten Kupferadern haben einen Durchmesser zwischen 0,25 mm und 0,8 mm, je nach Länge der Leitung. Für lange Leitungen, das heißt Leitungen von 6 km Länge und mehr, werden meist die dickeren Kupferadern verwendet.
Zu den Störfaktoren gehört besonders das Übersprechen (Crosstalk). Um zu verhindern, dass durch Übersprechen benachbarte Doppeladern in einem Kabelbaum von einer DSL-Übertragung beeinträchtigt werden, werden in der Regel nicht alle Doppeladern eines Kabelbaums mit DSL-Anschlüssen beschaltet. Mit einer neuen Interference Cancellation-Technik (IFC) sollen zukünftig in Echtzeit Übersprechstörungen analysiert und durch gezielte Kompensationssignale ausgeglichen werden, mit DSM-Servern soll Crosstalk durch optimierte, aufeinander abgestimmte DSL-Signalisierung in benachbarten Adern minimiert werden.
Generell gilt: Je weiter ein Teilnehmer von der Vermittlungsstelle entfernt ist, desto niedriger ist die maximal erzielbare Datenübertragungsrate. Bedingung für die Verfügbarkeit von DSL ist eine geringe Dämpfung der Teilnehmeranschlussleitung (gemessen in dB) – je niedriger diese ist, desto höher die maximale Datenübertragungsrate.
Die verschiedenen xDSL-Verfahren haben unterschiedliche Reichweiten, je nachdem ob und in welchem Umfang die unteren reichweitenstärksten und dämpfungsärmsten Frequenzbereiche der Kupferdoppelader genutzt werden:
- Als am reichweitenstärksten (bis zu 8 km Leitungslänge) erweist sich die SDSL/G.SHDSL-Technik, die als reiner Datenanschluss sämtliche Frequenzen nutzen kann. Diese Technik wird in Deutschland überregional durch QSC für Privatkunden genutzt. Durch die sich etablierende NGN-Telefonie ist diese Technik auch für kombinierte Sprach- und Datenanschlüsse verwendbar.
- Dahinter folgt Reach-Extended-ADSL2, welches das untere reichweitenstarke Frequenzspektrum oberhalb der POTS-Nutzung durch erhöhte Sendepegel verstärkt nutzt. Diese Norm wird beispielsweise von France Telecom seit dem Frühjahr 2006 für lange Anschlussleitungen eingesetzt.
- Auf den Plätzen folgen schließlich die herkömmlichen ADSL/ADSL2/ADSL2+-Varianten nach ADSL-over-POTS-Norm, die den gesamten Frequenzbereich oberhalb POTS mitnutzen.
- Am wenigsten Reichweite weisen die ausschließlich in Deutschland (und Bosnien-Herzegowina) exklusiv (also auch an Analoganschlüssen und reinen Datenanschlüssen) verwendeten ADSL/ADSL2/ADSL2+-Varianten nach der ADSL over ISDN-Norm auf, weil hier der gesamte dämpfungsarme Bereich unterhalb 138 kHz nicht durch DSL genutzt wird. Je nach Aderndurchmesser ist hier ab ca. 4 km Leitungslänge nur noch eine deutlich eingeschränkte Bandbreite nutzbar und Datenrate verfügbar.

## Bandbreite, Datenübertragungsrate und Dämpfung
| Übertragungsverfahren                                       | Bandbreite        | Datenübertragungsrate                                        |
| ----------------------------------------------------------- | ----------------- | ------------------------------------------------------------ |
| POTS (Analog)                                               | 300 Hz – 3,4 kHz  | bis ca. 56 kbit/s, typisch 4,5 kByte/s – 5 kByte/s           |
| ISDN                                                        | 0 Hz – 120 kHz    | 2 × 64 kbit/s Nutzkanal + 16 kbit/s Steuerkanal              |
| ADSL (ADSL-over-ISDN)                                       | 138 kHz – 1,1 MHz | Down: bis zu 8 Mbit/s, Up: 1 Mbit/s                          |
| ADSL2+ (ADSL-over-ISDN)                                     | 138 kHz – 2,2 MHz | Down: bis zu 24 Mbit/s, Up: 1 Mbit/s                         |
| ADSL2+ (ADSL-over-POTS; in Deutschland nicht in Verwendung) | 26 kHz – 2,2 MHz  | Down: bis zu 25 Mbit/s, Up: 3,5 Mbit/s                       |
| ADSL2+ (Annex-J)                                            | 0 Hz – 2,2 MHz    | Down: bis zu 25 Mbit/s, Up: 3,5 Mbit/s                       |
| VDSL                                                        | 138 kHz – 12 MHz  | Down: bis zu 50 Mbit/s, Up: 10 Mbit/s                        |
| VDSL2                                                       | 30 MHz – 35,3 MHz | Down: bis zu 300 Mbit/s, Up: 50 Mbit/s mit VDSL2-Profil 35b. |
| G.fast                                                      | 0 – 212 MHz       | Down: bis zu 1 Gbit/s                                        |

Faktoren, die die Datenübertragungsrate beeinflussen, sind:
- Leitungsdämpfung (abhängig unter anderem von Länge und Durchmesser der Kupferleitungen und dem Frequenzspektrum des Signals)
- Modulationsverfahren
- Leitungscode

### Dämpfung
Die Leitungsdämpfung stellt die Minderung der übertragenen Energie eines Signals im Verlauf einer Übertragungsstrecke dar und ist somit ein entscheidender Wert für DSL. Je länger die Leitung, desto geringer sind die mit DSL-Verfahren realisierbaren Datenraten.
Die für die Vorqualifizierung von Anschlussleitungen maßgebliche Leitungsdämpfung berechnen die Netzbetreiber mittels der in der Kontes-Orka-Leitungsdatenbank eingetragenen Leitungsführung der Anschlussleitung. Für ADSL-Schaltungen wird die Dämpfung auf eine Frequenz von 300 kHz bezogen berechnet, für die Entertain-Anschlüsse von T-Home bezogen auf 1 MHz und für die SDSL-Dämpfungsberechnung bezogen auf 150 kHz.
Kupferadern dämpfen das Signal je nach Aderndurchmesser um einen bestimmten Wert pro km Leitungslänge bei einer bestimmten Frequenz. Die Deutsche Telekom geht für ihre ADSL-Beschaltung dabei von folgenden Werten bei 300 kHz aus:
| Aderndurchmesser               | ⌀ 0,35 mm  | ⌀ 0,4 mm   | ⌀ 0,5 mm  | ⌀ 0,6 mm  | ⌀ 0,8 mm  |
| Leitungsdämpfung pro Kilometer | 14,0 dB/km | 12,0 dB/km | 8,5 dB/km | 7,5 dB/km | 5,7 dB/km |

Die Summe der auf dieser Basis ermittelten Dämpfungen der einzelnen Leitungsabschnitte der Anschlussleitung ergibt den für die DSL-Schaltung der Telekom maßgeblichen Dämpfungswert. Die von den ADSL-Modems messtechnisch ermittelten und im Benutzerdialog angezeigten Dämpfungswerte stellen die gemittelte Dämpfung über alle bei der Leitungsaushandlung belegten Trägerfrequenzen in Sende- bzw. Empfangsrichtung dar und weichen daher deutlich ab. Als grober Anhaltspunkt liegt der Mittelwert aus angezeigter Sende- und angezeigter Empfangsdämpfung der ADSL-Modems in etwa im Bereich der Leitungsdämpfung bei 300 kHz.

### Erreichbare Datenraten bei überregionalen DSL-Netzbetreibern bei gegebener Leitungsdämpfung
Wird eine DSL-Leitung mit echter ratenadaptiver Schaltung (RAM) im technischen Grenzbereich betrieben, kann die am Anschluss verfügbare Leitungskapazität weitestgehend genutzt werden. Dieses Schaltverfahren in Verbindung mit ADSL2+ (zunehmend auch VDSL2, ADSL meist nur noch im Bestand) ist bei den DSL-Netzbetreibern bereits seit einigen Jahren vorherrschend, wobei die Datenraten im oberen Bereich durch den jeweils vermarkteten Tarif begrenzt werden; die meisten Anbieter vermarkten etwa auf ADSL2+-Basis max. eine Datenrate von 16.000 kbit/s in Empfangsrichtung.
- Je nach Leitungsbedingungen und Störabstandsmarge bei der Verbindungsaushandlung kann die ratenadaptive Schaltung, insbesondere bei Verwendung von DSL-Modems minderer Qualität, zu Beeinträchtigungen der Übertragungsqualität (zum Beispiel hohe Reaktionszeiten durch Bitfehler, instabile Verbindungen und Verbindungsabbrüche) führen. Der Anbieter kann in diesem Fall über ein sogenanntes Sicherheitsprofil die max. DSL-Datenrate herabsetzen oder die vorgegebene Störabstandmarge bei der Verbindungsaushandlung anheben; einige DSL-Modems können auch benutzerseitig entsprechend konfiguriert werden. Die Entscheidung für Sicherheitsprofile fällt je nach Anbieter z. T. bereits im Vorfeld der Schaltung aufgrund der Leitungsdaten und der errechneten Leitungsdämpfung sowie des in benachbarten Adern ggf. vorhandenen erhöhten Störpotentials durch Übersprechen oder im Nachhinein bei auftretenden Leitungsstörungen.
- Bei technisch von der Deutschen Telekom realisierten ADSL-Anschlüssen (Telekom-DSL inkl. Resale und Telekom-Bitstream) mit einer rechnerischen Leitungsdämpfung bei 300 kHz von mehr als 18 dB (üblicherweise entsprechend einer Anschlussleitung mit mehr als 1,5–2 km Länge), was etwa auf die Hälfte der Haushalte mit DSL-Verfügbarkeit zutrifft,[42] schaltet die Deutsche Telekom auch bei Neuverträgen anstelle ihrer ratenadaptiv geschalteten ADSL2+- und VDSL2-Anschlüsse bisher ausschließlich Anschlüsse auf der Basis vom älteren ADSL-Standard nach ITU G.992.1 und lässt die üblicherweise noch bis hin zu Leitungslängen von 4 km zusätzlich nutzbaren ADSL2+-Frequenzträger an solchen Leitungen brach liegen.
  - Diese ADSL-Anschlüsse nach ITU G.992.1 schaltet die Telekom dabei mit einer fest vorgegebenen Datenrate, wobei die am Anschluss max. buchbare Datenrate sich aus der berechneten Leitungsdämpfung bei 300 kHz ergibt:[43]

| Datenrate | 384 kbit/s    | 768 kbit/s    | 1.024 kbit/s | 1.536 kbit/s    | 2.048 kbit/s    | 3.072 kbit/s  | 6.016 kbit/s | 16.000 kbit/s ADSL2+ |
| Dämpfung  | bis 55 dB[44] | bis 46 dB[45] | bis 43 dB    | bis 39,5 dB[46] | bis 36,5 dB[46] | bis 32 dB[46] | bis 18 dB    | unter 18 dB          |
Aufgrund der ausschließlichen Orientierung an aus der Leitungsdatenbank errechneten Werten ohne Messungen des Störabstands sind diese Schaltgrenzen zwingend konservativ gesetzt und die Verfügbarkeit höherer Datenraten ist mit zunehmender Leitungslänge deutlich eingeschränkt, da die Signalqualität sich mit zunehmender Leitungslänge wesentlich schlechter isoliert mit der rechnerischen Leitungsdämpfung abschätzen lässt, wobei die fixe Ratenschaltung an sich bereits eine Absicherung gegen zeitweilige Störeinflüsse notwendig macht. Zusammengenommen führt das an der Mehrzahl der Anschlüsse üblicherweise zu hohen Störabstandsmargen von 15–25 dB und damit einhergehend zu eingeschränkten Datenraten mit Abschlägen im Bereich von einem bis mehreren Mbit/s gegenüber der Leitungskapazität zusätzlich zu den Abschlägen, die durch die Nichtnutzung der ADSL2+-Frequenzträger hinzunehmen sind.
Eine von diesen angegebenen Dämpfungsgrenzen abweichende Schaltung höherer Datenraten, wobei der Anbieter keine Verantwortung für ggf. auftretende Einschränkungen der Anschlussqualität übernimmt (sogenannte Risikoschaltung) ist bei DSL-Schaltungen über die Anschlusstechnik der Deutschen Telekom im Gegensatz zu über Kollokationsanbieter geschalteten DSL-Anschlüssen grundsätzlich nicht buchbar, da das ADSL-SV-Server-System der Telekom das nicht zulässt aufgrund des dadurch möglichen erhöhten Servicefall-Risikos bei ihrer Form der fixen Ratenschaltung.

## DSL-Geräte
Für den DSL-Zugang werden folgende Hardwarebauteile benötigt:

### Kundenseitig
- DSL-Modem, verallgemeinernd Customer Premises Equipment (CPE) oder im Spezialfall ADSL ADSL Transceiver Unit – Remote (ATU-R) genannt; integriert in den sogenannten DSL-Routern.
- An ADSL-Anschlüssen, bei denen es sich nicht um reine Datenanschlüsse handelt und die Anschlussleitung durch einen herkömmlichen Sprachtelefonieanschluss (POTS oder ISDN) mitgenutzt wird, zusätzlich:
  - Breitbandanschlusseinheit (BBAE), umgangssprachlich „Splitter“ genannt, je nach Leitungstyp einen der folgenden:
    - POTS-Splitter sind passive Frequenzweichen, um Daten- und Sprachfrequenzband zu trennen. Ihre Grenzfrequenz bildet sich aus der benötigten Bandbreite zur Übertragung des Sprachbandes und des Gebührenimpulses und liegt bei 16 kHz.
    - ISDN-Splitter haben die gleiche Funktion wie POTS-Splitter, jedoch liegt ihre Grenzfrequenz bei 138 kHz.
    - In Deutschland werden generell ISDN-Splitter installiert, auch wenn der zugrunde liegende Telefonanschluss kein ISDN-Anschluss ist, da an allen ADSL-Anschlüssen ausschließlich ADSL-over-ISDN verwendet wird. Reine POTS-Splitter sind nicht üblich, einige ältere Geräte haben jedoch einen internen Umschalter mit der Bezeichnung Analog/ISDN.

### Anbieterseitig
- Gegebenenfalls bei vorhandenem PSTN-Anschluss einen Splitter, der im Netz der Deutschen Telekom im Fall von Telekom-DSL-Anschlüssen und Line-Sharing-Anschlüssen regelmäßig im Hauptverteiler der Telekom-Vermittlungsstelle als ISDN-Splitter fest integriert ist (sogenannter „MDF-integrierter Splitter“) und aus Kostengründen keine Umschaltmöglichkeit zwischen ADSL-over-ISDN und ADSL-over-POTS besitzt.
  - Ein Angebot von ADSL-over-POTS an Telekom-DSL- und Line-Sharing-Anschlüssen wäre daher nur mit einigem Aufwand hinsichtlich des Austausches dieser MDF-integrierten Splitter möglich.
- DSLAM (Digital Subscriber Line Access Multiplexer) oder ATU-C (ADSL Transceiver Unit – Central Office), auch verallgemeinernd COE (Central Office Equipment) genannt. Im DSLAM sind die Modems integriert.
- DSL-AC (Digital Subscriber Line Access Concentrator) oder auch Breitband-PoP (BB-PoP).

Dazu können, je nach technischer Realisierung, weitere Komponenten, wie RADIUS-Server für die Benutzeranmeldung und Benutzerverwaltung und das Billing (Verbrauchsdatenspeicherung zum Zwecke der Rechnungserstellung) kommen.

## Schnittstellen und Spezifikationen
Schnittstellen und Spezifikationen (Normen) für DSL-Technologien sind beispielsweise:
- U-R2 (1TR112) – Ende 2001 von der Telekom definierte Schnittstelle für die Interoperabilität von ADSL-Endgeräten[48]
- ITU-T G.991.2 (SHDSL)
- ETSI TS 1010338 und ETSI TS102 080 Annex A (ADSL over POTS für überall außer Deutschland) und Annex B (ADSL over ISDN); die Falle: Annex A findet für ADSL over POTS genau in Deutschland nicht Anwendung, dafür aber Annex B

- ITU-T G.992.1 (Annex A und Annex B, G.dmt)
- ITU-T G.992.2 (G.lite)
- ITU-T G.992.3 (ADSL2)
- ITU-T G.992.4 (splitterless ADSL2)
- ITU-T G.992.5 (ADSL2+)
- ITU-T G.993.2 (VDSL2)
- ITU-T G.9700 (G.fast)

## Protokolle
Protokolle für ADSL-Technologien sind beispielsweise:
- PPP-over-Ethernet-Protokoll (PPPoE), das die Kapselung von PPP-Paketen in Ethernet-Frames regelt. PPPoE wird zum Beispiel von der Deutschen Telekom für Telekom-DSL-Anschlüsse (auch für Telekom-Bitstream und T-DSL-Resale-Anschlüsse sowie für T-DSL Business Symmetrisch auf SDSL-Basis) verwendet; an diesen Telekom-DSL-Anschlüssen (Ausnahme: VDSL-basierende Zugänge inkl. über diese DSLAMs realisierte ADSL2plus-Strecken) können mehrere (bis zu 10) PPPoE-Sessions zu unterschiedlichen Internetzugangsanbietern gleichzeitig bestehen, wenn diese an DTAG-BBRASs terminiert werden können (via OC, Gate oder Z-ISP)
- PPP over ATM-Protokoll (PPPoA), das die Kapselung von PPP-Paketen in ATM-Zellen regelt.
- Point-to-Point Tunneling Protocol (PPTP), das einen Tunnel über eine PPP-Verbindung herstellt. PPTP wird häufig in Österreich, Italien und Belgien, selten jedoch in Deutschland verwendet.

## Breitband-Anbieter und Marktanteile

### Deutschland
| Anbieter                                   | Kunden     | Anteil  |
| ------------------------------------------ | ---------- | ------- |
| Deutsche Telekom                           | 12.596.000 | 40,4 %  |
| United Internet (1&1 inkl. Freenet)        | 4.270.000  | 13,7 %  |
| Unitymedia Kabel BW                        | 3.044.600  | 10,4 %  |
| Vodafone DSL + Kabel Deutschland           | 5.586.000  | 19,5 %  |
| Telefónica Germany (inkl. O2, Alice)       | 2.103.000  | 6,5 %   |
| Tele Columbus (inkl. Primacom, Pepcon)     | 3.600.000  | 1,7 %   |
| sonstige (EWE TEL, M-net, NetCologne etc.) | 2.700.000  | 7,8 %   |
| Gesamt                                     | 30.300.000 | 100,0 % |

### Österreich
- A1 Telekom Austria (aon und eTel Austria)
- UPC Telekabel („chello“ und „Inode“)
- Hutchison Drei Austria – Übernahme von Tele2 2017[52]
- Oja.at
- Brennercom Tirol GmbH
- hotze.com GmbH
- Anexia
- net4you
- next layer (ausschließlich für Geschäftskunden)
- Kabsi.at
- iPlace
- Salzburg AG/cablelink
- VOL – Vorarlberg Online
- NA-NET Communications GmbH
- LinzNet GmbH
- Stadtwerke Hall in Tirol GmbH (citynet@hall)
- Telematica

### Schweiz
- Swisscom (vorhergehend Bluewin)
- UPC Schweiz
- Tele2
- green.ch
- Sunrise Communications
- Everyware AG
- Solnet
- Salt (früher Orange)
- init7
- VTX
- T-Com
- Netstream
- profiTel
- IP worldcom
- Cyberlink
- nexellent